# Lanzenhäusern
Lanzenhäusern ist eine Ortschaft in der Einwohnergemeinde  Schwarzenburg des Verwaltungskreises Bern-Mittelland im Kanton Bern in der Schweiz. Früher gehörte Lanzenhäusern zur Gemeinde Wahlern, die per 1. Januar 2011 mit Albligen zur Gemeinde Schwarzenburg fusionierte.
Lanzenhäusern mit den Weilern Aekenmatt, Höhlen, Niedereichi, Obereichi, Steinenbrünnen und Wagerten hat 1175 Einwohner und liegt im Hügelland zwischen Sense und Schwarzwasser.
Lanzenhäusern liegt an der Strasse Bern–Schwarzenburg und an der Bahnstrecke Bern Fischermätteli–Schwarzenburg mit dem Bahnhof Lanzenhäusern und der Haltestelle Schwarzwasserbrücke. Lanzenhäusern hat einen Kindergarten, in Steinenbrünnen eine Primarschule, einen Dorfladen und eine Schützengesellschaft.

## Sehenswürdigkeiten und weitere Bilder

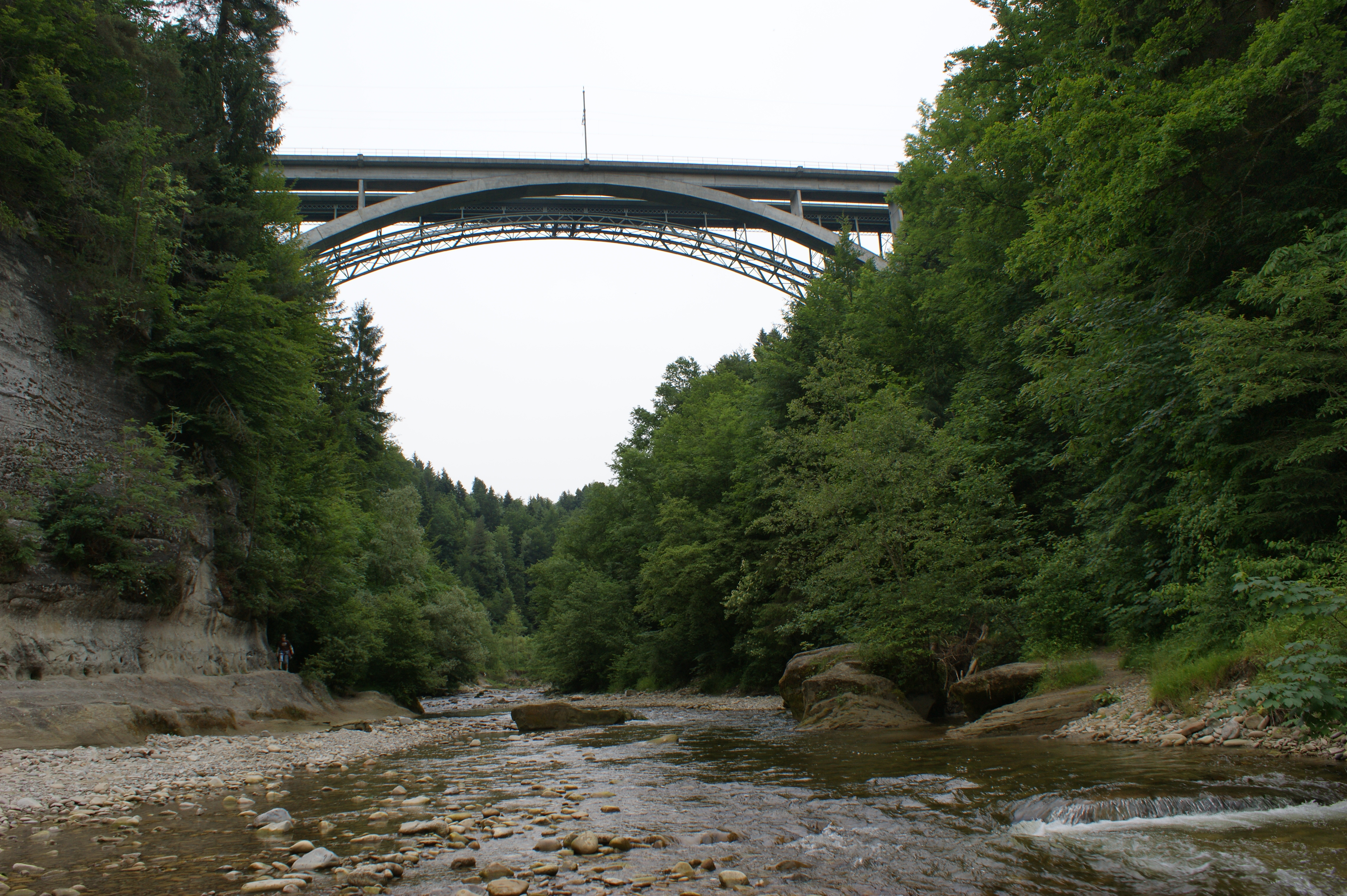
Schwarzwasserbrücken für Strassen- (vorne) und Bahnverkehr (hinten)
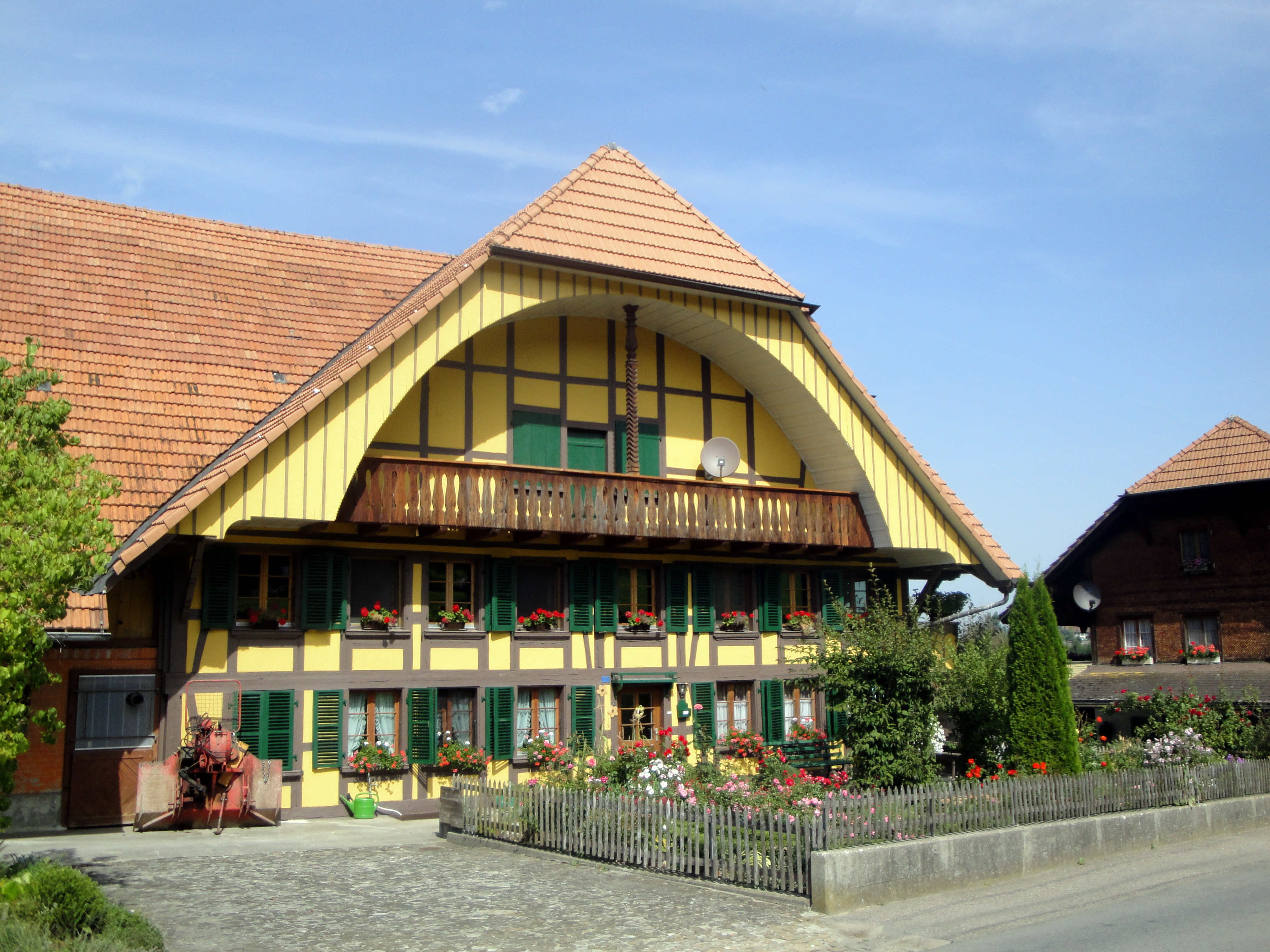
Bauernhaus Aekenmatt 4
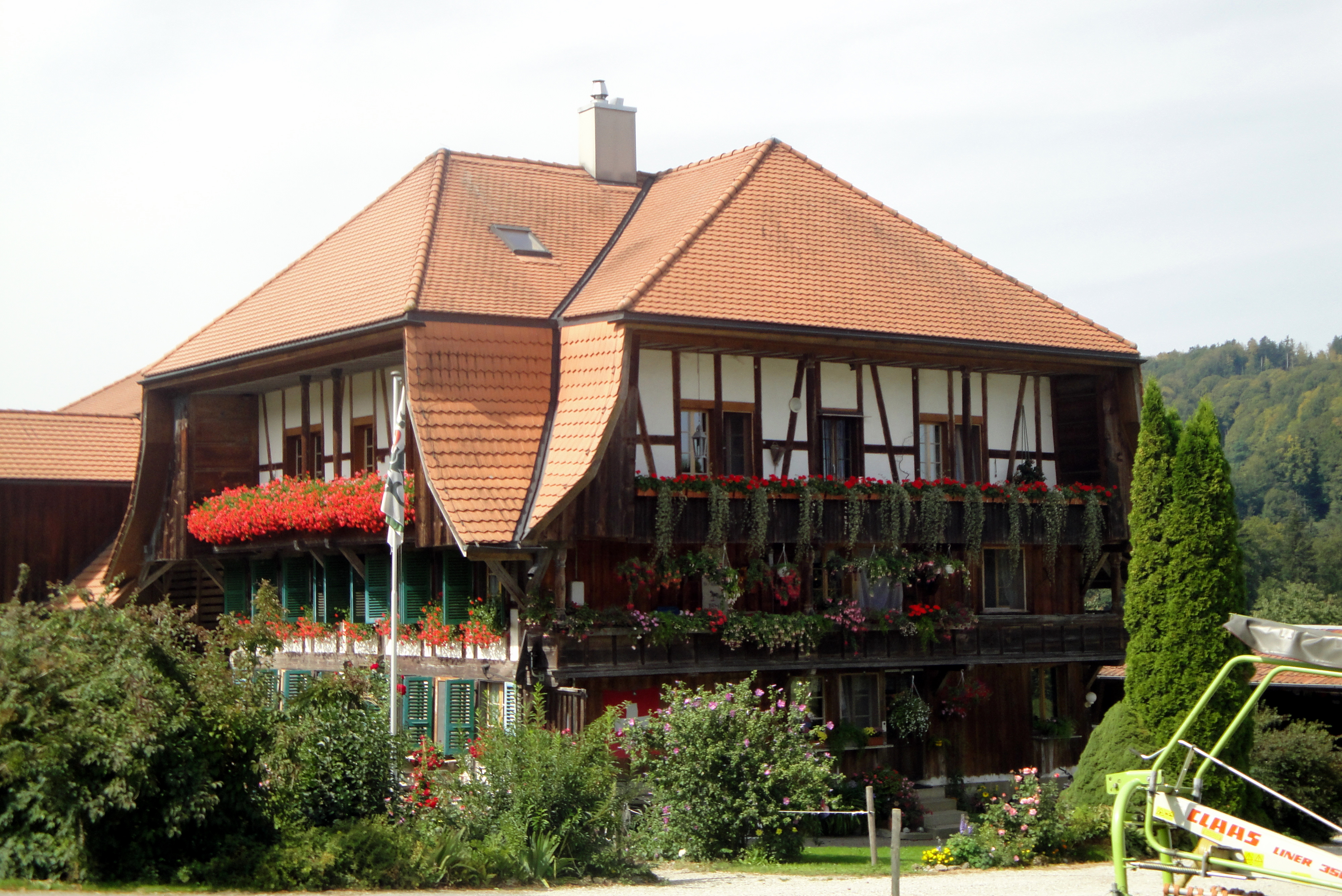
Bauernhaus Aekenmatt 6
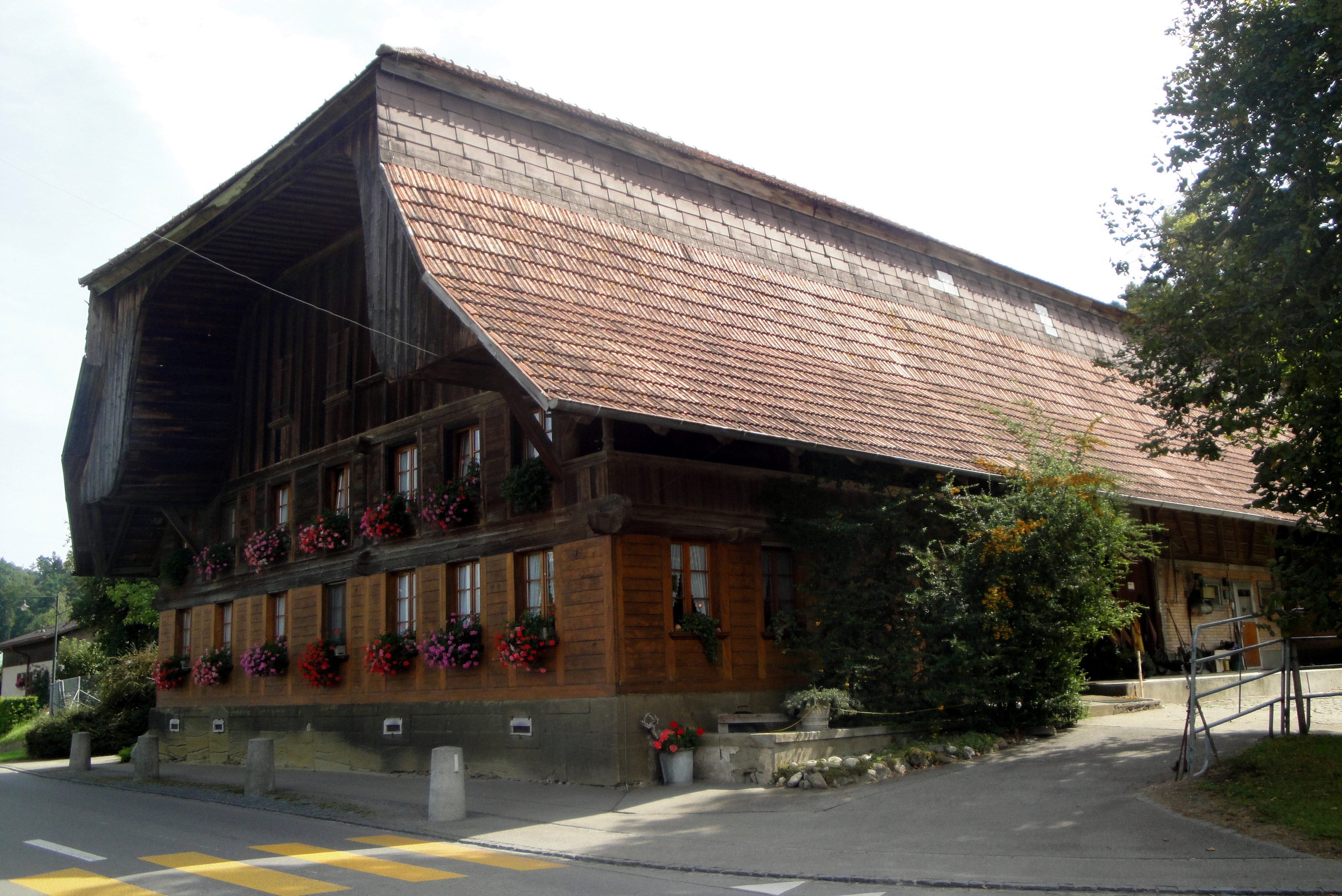
Bauernhof Aeckenmatt 7
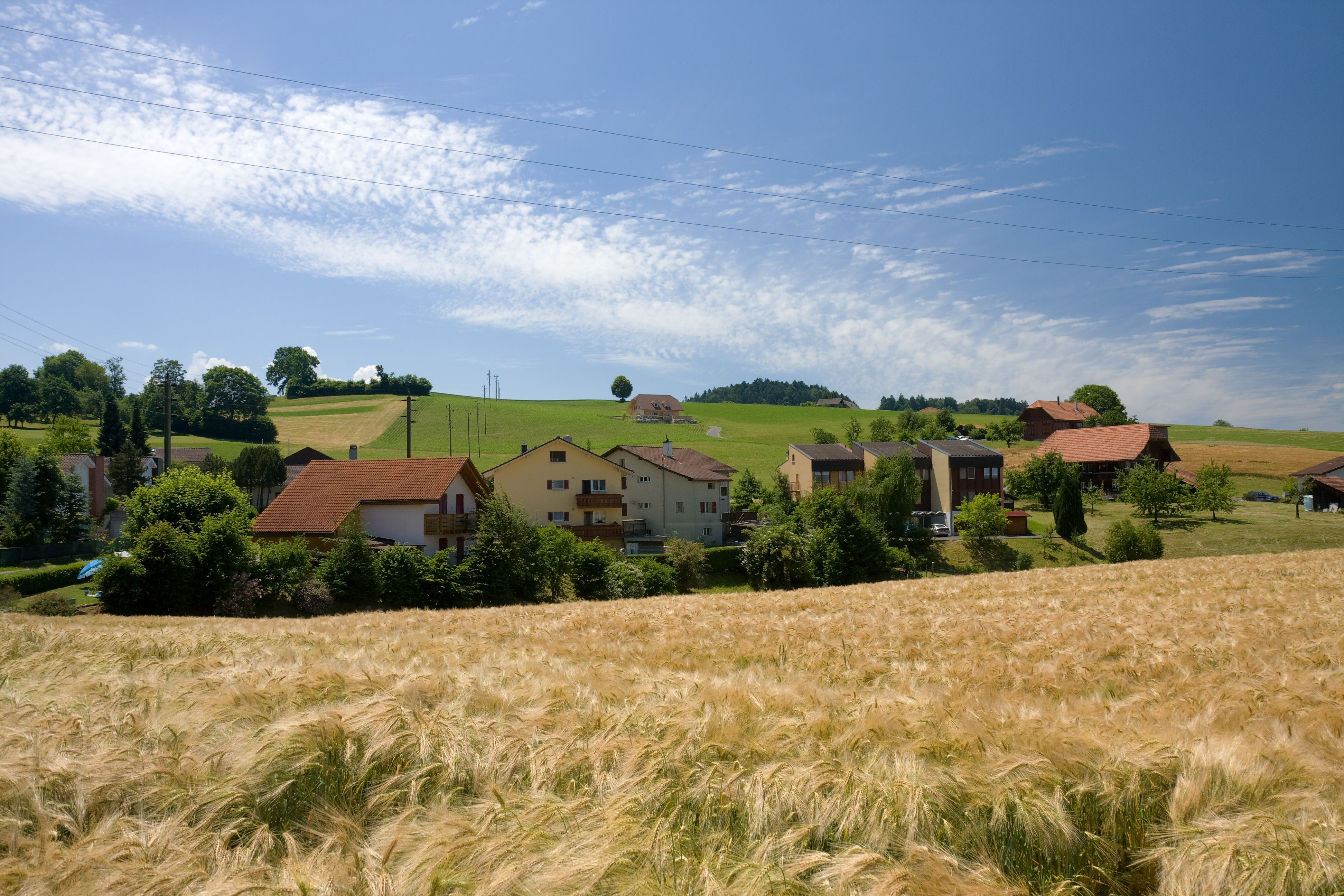
Weiler Wagerten
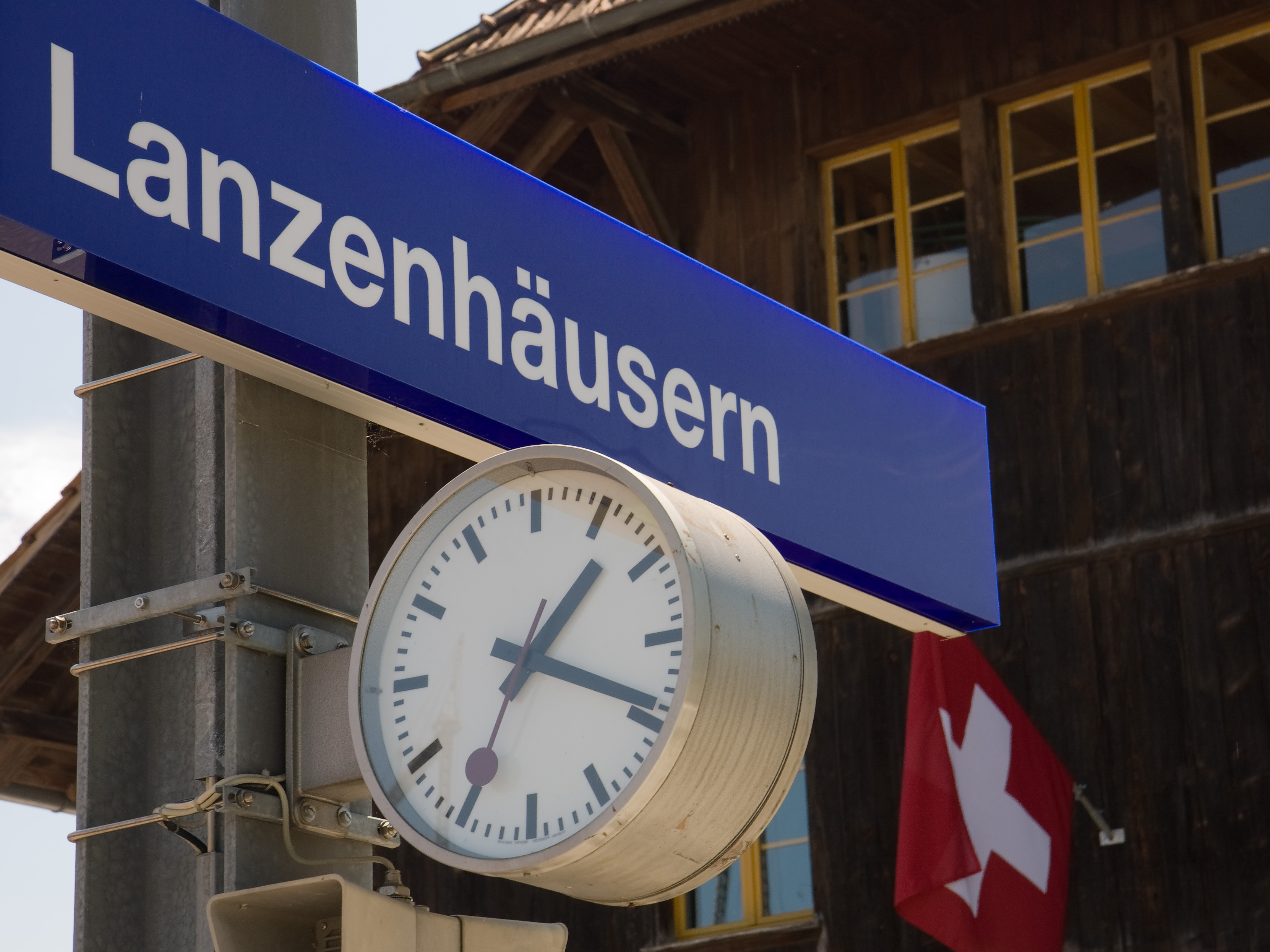
Bahnhof Lanzenhäusern